# روزنامه دیلی ورکر
روزانه کارگران یا دیلی ورکر (انگلیسی: Daily Worker) یک روزنامه انگلیسی زبان چاپ نیویورک است که توسط حزب کمونیست ایالات متحده آمریکا منتشر می‌شود. این روزنامه در روزهای اوج خود تا ۳۵ هزار تیراژ روزانه داشت.
این روزنامه در سال ۱۹۲۱ به صورت هفتگی چاپ می‌شد اما از سال ۱۹۲۴ چاپ آن روزانه شد.